# 黄如论
黃如論（1951年9月18日—），中国福建省福州市连江县马鼻镇辰山村人。中国商业联合会副会长、中華全國歸國華僑聯合會常務委員、世纪金源集团董事局主席。

## 生平
黃如論曾於1986年至1991年其間旅居菲律賓，商人，主要从事房地产和旅游业。1991年黃如論返回中國，創辦世纪金源集团，出任董事局主席。
黄如论曾在2005年胡润版中国内地慈善家排行榜、2005年及2006年《福布斯》中文版“中国慈善榜”中名列榜首。
黄如论在连江县城关捐建有福建省黄如论中学。
2017年2月，海外多家媒体报道黄如论被中纪委调查。
2017年6月21日福建省政協常委會通過，免去世紀金源集團董事局主席黃如論的福建省政協常委、政協委員的資格，原因为“涉嫌行贿犯罪”。财新网在6月21日当晚刊文《世纪金源主席黄如论被免福建省政协常委 曾向白恩培等行贿》，除了披露黄如论早期的创业经历外，文章引用详尽的数据称，黄如论与白恩培之间存在复杂的利益关系。2018年1月，黄如论将其持有的世纪金源集团50%股权和30%股权分别转让给其子黄涛与黄世荧。